# Prisăcani (gmina)
Prisăcani – gmina w Rumunii, w okręgu Jassy. Obejmuje miejscowości Măcărești, Moreni i Prisăcani. W 2011 roku liczyła 3254 mieszkańców.